# Господар тайги
«Господар тайги» — радянський художній детективний фільм 1968 року. Сценарій фільму написаний Борисом Можаєвим за мотивами його повісті «Влада тайги». Згодом було знято продовження: «Пропажа свідка» (1971) і «Попереднє розслідування» (1978) з Валерієм Золотухіним (дільничний Серьожкін) в головній ролі.

## Сюжет
У тайговому селищі, де сплавники  ведуть сплав лісу і все на виду, відбувається надзвичайна подія — нічна крадіжка в селищному магазині. У співучасті зізнається сплавник Микола Іпатов (Михайло Кокшенов). Він затриманий, але молодому дільничному старшині Серьожкіну (Валерій Золотухін) не дають спокою деякі протиріччя за матеріалами порушеної кримінальної справи — він здогадується, що Іпатов невинний. Підозра падає на артіль шабашників-лісосплавників і їх бригадира Івана Рябого (Володимир Висоцький). У ніч, коли Рябий збирається виїхати (поплисти) з селища зі своєю коханою жінкою (Ліонелла Пир'єва), Серьожкін вирішує перехопити його і провести обшук. При обшуку виявляються крадені речі, і старшина змушений того заарештувати. Але у справі виявився замішаний не тільки він…

## У ролях
- Валерій Золотухін —  старшина Василь Фокич Серьожкін
- Володимир Висоцький —  Іван Рябий, бригадир сплавників
- Ліонелла Пир'єва —  Нюрка, кухарка
- Михайло Кокшенов —  Микола Іпатов, сплавник
- Дмитро Масанов —  Микола Носков, директор магазину
- Леонід Кміт —  Лубников (Назарич), конюх
- Едуард Бредун —  Геня Варлашкін, сплавник
- Іван Косих —  бритоголовий сплавник
- Володимир Ліппарт —  Фомкін, сплавник
- Катерина Мазурова —  Семенівна, бабка Носкова
- Алла Мещерякова —  Таня, дружина Серьожкіна
- Володимир Рудий —  Антон, сплавник
- Петро Савін —  голова сільради
- Павло Шпрингфельд —  Степан, сільський п'яниця

## Знімальна група
- Автор сценарію: Борис Можаєв
- Режисер-постановник: Володимир Назаров
- Оператор-постановник:  Володимир Ніколаєв
- Композитор:  Леонід Афанасьєв
- Директора картини:  Олексій Стефанський
- Заступник директора картини: Сергій Каграманов
- Художники-постановники:  Семен Ушаков, Ірина Шретер
- Диригент:  Марк Ермлер
- Звукооператор:  Євген Федоров
- Режисер: Ю. Данилович
- Оператор:  Олександр Двигубський
- Художник-гример: А. Дубров
- Монтаж: Є. Михайлова
- Художник по костюмах: В. Кисельова
- Редактор: В. Леонов